# Pseudocillimus distinctus
Pseudocillimus distinctus är en stekelart som beskrevs av Pisica 1988. Pseudocillimus distinctus ingår i släktet Pseudocillimus och familjen brokparasitsteklar. Inga underarter finns listade i Catalogue of Life.